# Simon Rozendaal

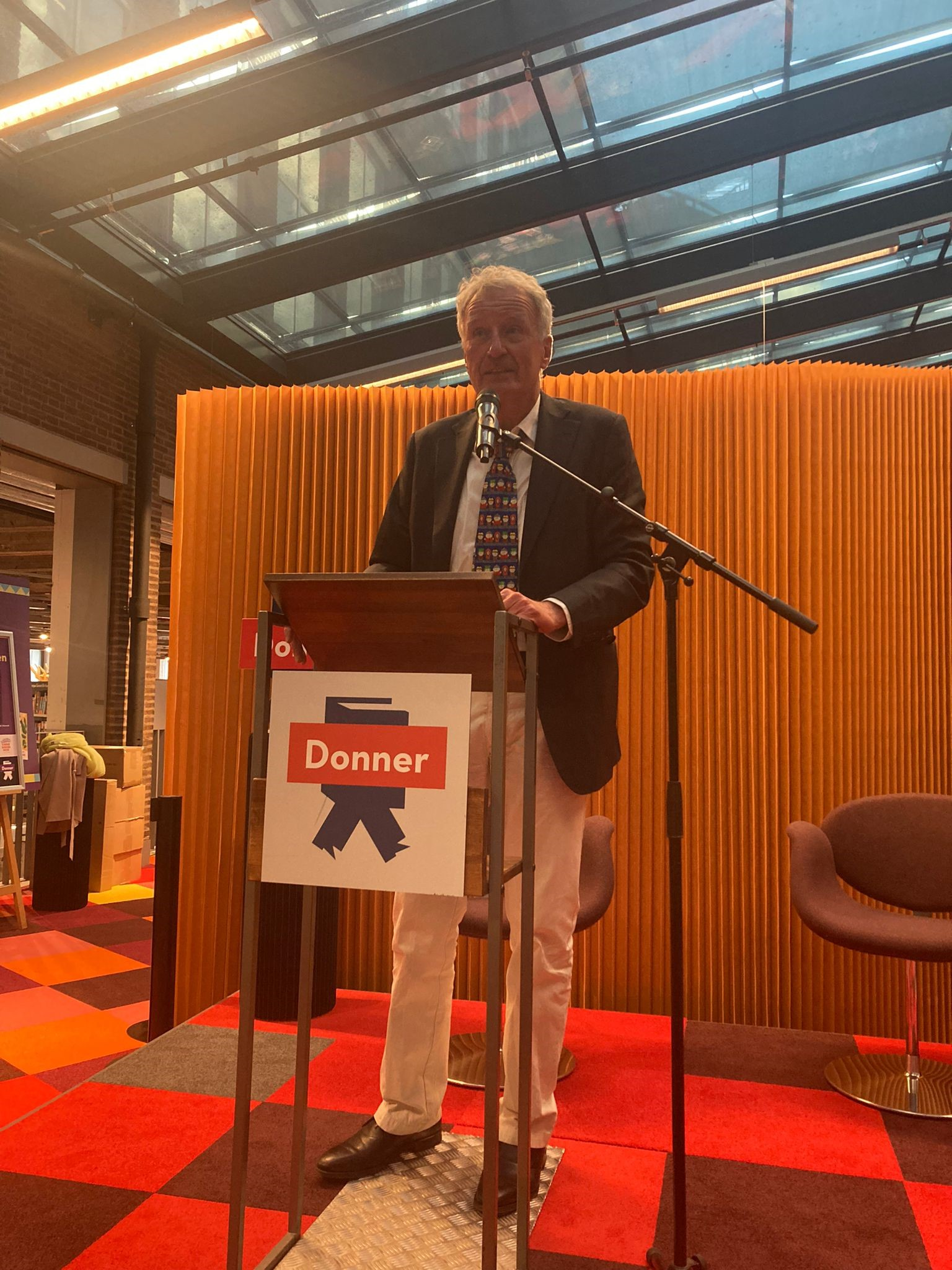
Simon Rozendaal bij de presentatie van 'Paniek om niets'.

Simon Rozendaal (Schiedam, 8 september 1951) is een Nederlandse schrijver, chemicus en wetenschapsjournalist.

## Carrière
Rozendaal studeerde organische chemie in Delft.
Van 1975 tot 1977 vervulde hij vervangende dienstplicht bij de Stichting Biowetenschappen en Maatschappij  als wetenschapsjournalist. Van 1977 tot 1986 werkte hij bij NRC Handelsblad, waarvoor hij de wetenschapsbijlage opzette en enige tijd chef verslaggeverij was. Over de rol van Rozendaal bij het opzetten van de wetenschapsbijlage schreef Rob Biersma – lang chef van de wetenschapsredactie - in NRC Handelsblad in 2007 dat de krant eerder vooral een ‘bolwerk van alfa’s’ was: ‘Met de komst van Simon Rozendaal in 1977 veranderde dat. Hij wist een brug te slaan met natuurwetenschappelijk onderzoekers en schreef daarover in beeldende taal.’  
Rozendaal ontving in 1979 voor zijn werk de Glaxo-award, vooral voor zijn reportages over Harrisburg. In 1990 ontving hij de Van Marum-medaille van de Koninklijke Nederlandse Chemische Vereniging, in het bijzonder voor zijn ‘artikelen over het milieu’. In 2003 is hij benoemd tot erelid van de Koninklijke Nederlandse Chemische Vereniging, voor zijn inspanningen om chemie voor een breed publiek toegankelijk te maken.
Van 1986 tot zijn pensionering in 2017 was hij wetenschapsredacteur van Elsevier. Sinds 2019 heeft Rozendaal een wekelijkse column in EW (het vroegere Elsevier).  Rozendaal presenteerde diverse wetenschapsprogramma’s. In 1985 en 1986 de programma’s Biotechnologie en Statistiek van Teleac. In 1987 en 1989 was hij presentator van het wetenschapsprogramma Concept van de NCRV en van 1990 tot 2001 was hij redacteur en soms presentator van Noorderlicht, het wetenschapsprogramma van de VPRO. Daarover schreef Maarten Huygen in NRC Handelsblad: ‘Simon Rozendaal kan heldere, didactische vragen stellen die voor mij als leek te begrijpen zijn.’ Van 2000 tot 2010 was hij vaste gast in het wetenschapsprogramma Nieuwslicht van de VARA, gepresenteerd door Paul Witteman.
Op 27 maart 2023 gaf Rozendaal de tiende D.G van Beuningen-lezing op de SS Rotterdam in Rotterdam-Katendrecht, met als titel ‘Alles stroomt – Rotterdam en de energietransitie’. De lezing is vernoemd naar Daniël George van Beuningen, de Rotterdamse havenbaron die ook zijn naam heeft gegeven aan Museum Boijmans Van Beuningen. Eerdere D.G. van Beuningen-lezingen werden onder meer gegeven door Bram Peper en Rem Koolhaas. In zijn lezing stelde Rozendaal dat Rotterdam vanwege het steenkoolverleden een klimaatschuld heeft en die kan inlossen met het bouwen van kerncentrales. 

## Boeken
Rozendaal schreef meer dan 25 boeken, waaronder:
- Groot lexicon van nutteloze feiten (met Hein Meijers)
- Het Grote Goed Nieuws Boek
- De winkel van mijn vader
- Vaccinatie
- Paniek om niets

## Klimaat
Rozendaal schreef al in 1977 in NRC Handelsblad over het broeikaseffect, met het artikel ‘Terugkeer van kolen kan broeikas om aarde scheppen’. In 2022 constateerde NRC dat Rozendaal hiermee vooropliep: ‘Rozendaal was de eerste die een alarmerend verhaal schreef over het gevaar van kolen- en oliestook voor het klimaat op aarde.’
Na zijn overstap naar Elsevier werd hij echter ook regelmatig omschreven als ‘klimaatscepticus’ of ‘klimaatontkenner’. Hij liet in Elsevier sceptische stemmen horen, zoals die van de Amerikaanse meteoroloog Richard Lindzen, en werkte mee aan een klimaatsceptisch boek van Hans Labohm – Man-Made Global Warming – dat in 2004 zeer kritisch werd besproken in NRC Handelsblad.
Eind november 2019 verklaarde Rozendaal in een interview dat hij de wetenschappelijke consensus over de rol van de menselijke uitstoot van broeikasgassen (en daarmee de conclusies van het IPCC) erkent. In zijn in 2019 verschenen boek Warme aarde, koel hoofd stelt hij dat de opwarming van de aarde vrijwel zeker door de mens is veroorzaakt, maar bekritiseert hij de manier waarop de energietransitie wordt vormgegeven.